# Gaius Caelius Saturninus
Gaius Caelius Saturninus (signo Dogmatius) war ein römischer Politiker und nachklassischer Jurist um die Wende vom 3. zum 4. Jahrhundert. Er lebte und wirkte damit in der Zeit der Kaiser Diokletian und Konstantin. 
Seine juristische Ausbildung ist nicht zweifelsfrei nachgewiesen, aber durch die von ihm ausgeübten Ämter und seinen Beinamen (der so viel wie „der Lehrsatzfreudige, Vorschriftsgläubige“ bedeutet) wahrscheinlich.
Bekannt ist Saturninus durch zwei am Fuß des Quirinal gefundene Inschriften, die zu Ehrenstatuen gehören und durch seinen Sohn errichtet wurden. Eine Inschrift verzeichnet zahlreiche von ihm bekleidete zivile juristische Ämter. Aufgeführt ist sein beruflicher Start in der Fiskaladvokatur (fisci advocatus per Italiam) an der kaiserlichen Residenz in Mediolanum (Mailand), wohl am Hofe Kaiser Maximians. Dieser Tätigkeit in der Finanzverwaltung folgte die einer wissenschaftlichen Hilfskraft (sexagenarius studiorum adiutor) in der Kanzlei a studiis. Später wurde er Oberhaupt (magister studiorum) derselben und bekleidete daneben ein Amt im kaiserlichen consilium principis, dem Expertenrat. Daraufhin stieg er zunächst zum ordentlichen Konsiliar in Rechtsfragen (ducenarius a consiliis sacris) auf, ein Amt, das ihn während der ersten oder der zweiten Tetrarchie zum Chef der kaiserlichen Libellkanzlei avancieren ließ, bevor er sich dem Arbeitsfeld des vicarius a consiliis sacris zuwandte. Er verließ das Aufgabenfeld wieder, um in die Finanzverwaltung zurückzukehren. Ob er als Statthalter (vicarius) bereits in Vertretung des Prätoriumspräfekten Funktionen der Oberaufsicht über alle kaiserlichen Kanzleien (scrinia) innehatte, um dabei den magister officiorum zu vertreten, muss offenbleiben. 
Es folgte um 322 die römische Getreidepräfektur. Im Senat stieg er in den Rang eines Konsulars auf und nach 326 zum senatorischen vicarius praefecturae urbis (Stellvertreter des Stadtpräfekten), schließlich wurde er comes sacrarum largitionum, der für das reichsweite Finanzwesen zuständig war, und letztlich war ihm um 334/335 als Höhepunkt seiner Laufbahn die Prätoriumspräfektur in Gallien unter Konstantin II. beschieden.